# Sistan
Sistan (perz. سیستان‎; Sīstān) je zgodovinska regija, ki obsega dele vzhodnega Irana (provinca Sistan in Balučistan), jugozahodnega Afganistana (Nimruz, Kandahar in Zabul) in Nok Kundijeve v Beludžistanu ter zahodni Pakistan.

## Etimologija
Ime Sistan izhaja iz besede Sakastana tj. »Dežela Sakov«, skitskih plemen, ki so naselili področje koncem 2. stoletja pr. n. št. v času Partov. V času ahemenidskega selevkidskega obdobja je bila regija poznana kot Drangijana.
V Šahname je Sistan imenovan tudi Zabulistan po Zabolu, mestu v regiji. V Firduzijevem epu piše, da je Zabulistan domovina mitološkega junaka Rostama.

## Zemljepis
Center Sistana je ob iransko-afganistanski meji v plodni depresiji sestavljeni iz niza jezer: Hamun-e Helmanda, Hamun-e Sabarija in Hamun-e Puzaka (nekdaj združena v eno - jezero Hamun) ali notranja delta rek, med katerimi je najpomembnejša Helmand. Največja mesta v tem področju so Zabol v Iranu in Zarandž v Aafganistanu.

## Zgodovina
Najbolj znana arehološka najdišča v Sistanu so Šaher-e Sohte (perz. شهر سوخته; »Zažgano mesto«), ki je povezano s Jiroftsko kulturo in najdišče na hribu Hadžeh na otoku sredi jezera Hamun. Jiroftska kultura je zajela dele Sistana in province Kerman verjetno že v 3. tisočletju pred našim štetjem.
Kasneje so to območje zasedla arijska plemena in iranska ljudstva. Sčasoma se je oblikovalo kraljestvo znano kot Arachosia, katerega delu so vladali Medijci 600 let pred našim štetjem. Medijce so strmoglavili Ahemenidi leta 550 pred našim štetjem in pridružili tudi ostalo Arachosio. V 3. stoletju pred našim štetjem je makedonski kralj Aleksander Veliki (znan na vzhodu kot Sikander) osvojil regijo v času osvajanja Ahemenidskega cesarstva in ustanovil kolonijo Alexandria Arachosia (danes Kandahar).
Aleksandrov imperij je bil po njegovi smrti razdrobljen in Arachosia je prišla pod nadzor Selevkidov, ki so trgovali z dinastijo Maurijcev v Indiji 305 pred našim štetjem. Po padcu Maurijcev je regija  v letu 180 pred našim štetjem padla pod grško-bactrijske zaveznike, preden se je odcepila in postala del Indo-grškega kraljestva.
V drugi polovici 2. stoletja pred našim štetjem je bil velik del Indo-grškega kraljestva razbit na plemena znana kot Indo-Skiti ali Sakas, od katerih je Sistan (Sakastan ) na koncu dobil svoje ime. Indo-Skiti so bili poraženi okoli 100 let pred našim štetjem od Partov. Kratek čas so izgubili regijo od svojih vazalov Suren (Indo-partski) okoli leta 20, nato pa je regijo osvojilo cesarstvo Kushan sredi 1. stoletja našega štetja. Kušane so porazili Sasanidi sredi 3. stoletja in najprej postanejo vazali, nato so jih sredi 5. stoletja preplavili Heftaliti. Sasanidska vojska osvoji Sistan leta 565 in ga izgubi po vojni z arabskim Rašidunskim kalifatom sredi leta 640.
Sistan je postal provinca Omajadov in Abasidskega kalifata. Leta 860 se pojavi Safaridska dinastija in nadaljuje osvajanja večine islamskega vzhoda, dokler niso leta 900 prišli Samanidi. Po Samanidih so provinco na kratko dobili pod nadzor Abasidi, leta 917 pa se je guverner Abu Yazid Khalid osamosvojil. Sledil je niz emirjev s kratko vladavino do leta 923, ko je Ahmad ibn Muhamed obnovil vladavino Safaridov v Sistanu. Po njegovi smrti leta 963 je Sistanu vladal njegov sin Khalaf ibn Ahmed do leta 1002, ko je Mahmud Gazni napadel Sistan in končal vladavino Safaridov.
Leto kasneje so se v Sistanu uprli a je Mahmud z vojsko upor zatrl. Mahmudove hindujske čete so v mošeji Zarang klali muslimane.
Leta 1029 Tadž al-Din I Abu l-Fadl Nasr ustanovi dinastijo Nasridov, podružnico Safaridov. Dinastija je postala vazal Turkom leta 1048, Guridov leta 1162, šahov Horezma leta 1212. Mongoli so zasedli Sistan leta 1222 in dinastija Nasridov se je končala leta 1225.
Leta 1236 Šams al-Din 'Ali ibn Masud ustanovi dinastijo Mihrabanidov, drugo vejo Safaridov. Mihrabanidi se sprejo z Kartidi v času mongolske vladavine. Sistan razglasi neodvisnost leta 1335 po propadu Ilkanata. Leta 1383 Timur osvoji Sistan in prisili Mihrabanide, da so postati vazali. Nadvlada Timuridov se je končala leta 1507 zaradi uzbekistanske invazije. Uzbeki so vladali do leta 1510 nakar Mihrabanidi  do leta 1537 postanejo vazali Safavidov; Safavidi odstavijo dinastijo in dobijo popoln nadzor nad Sistanom.
Safavidi vladajo do leta 1717, razen med letoma 1524 in 1528 ter 1578 in 1598 ko vladajo Uzbeki. V tem letu osvoji deželo dinastija Hotaki. Nadir šah osvoji Sistan leta 1727. Po umoru Nadir šaha leta 1747 pade Sistan pod vladavino Duranskega cesarstva. Med letoma 1747 in 1872 je bil Sistan predmet spora med Perzijo in Afganistanom. Mejni spor med Perzijo in Afganistanom je bil rešen z mejno komisijo, ki jo je vodil general Sir Frederick Goldsmid, ki je menil, da je večina Sistana v Perziji, vendar so se Perzijci umaknili z desnega brega reke Helmand. Državi nista bili zadovoljni.
Meja je bila natančneje opredeljena z drugo Sistansko komisijo za meje (1903-1905), ki jo je vodil polkovnik Arthur Mac Mahon (pozneje sir), ki je imel težko nalogo zaradi pomanjkanja naravnih meja. Del je bil dodeljen Iranu in je bil vključen v provinco Baločistan z glavnim mestom Zahedan. V Afganistanu je bil del province Farah - Čakansur, ki se je leta 1964 reorganizirala in tvorila pokrajino Nimruz z glavnim mestom Zarandž.
Sistan je bil v zgodovini Irana važno zoroastrsko središče. V dobi Sasanidov je bilo tamkajšnje jezero Hamun eno od dveh glavnih središč zoroastrskih romarjev. Zoroastrijci verjamejo, da je jezero čuvar Zaratustrovega semena in da bodo pred končno obnovo sveta tri device stopile v jezero in rodile tri odrešenike, ki bodo rešili človeštvo.